# 루이스 아비나데르
루이스 로돌포 아비나데르 코로나(스페인어: Luis Rodolfo Abinader Corona, 1967년 7월 12일 ~ )는 도미니카 공화국의 경제학자, 사업가, 정치인으로 현재 제54대 대통령이다. 2016년과 2020년 대선에 현대혁명당 후보로 출마한 바 있다.
2020년 대선에 출마해 당선되었으며, 루디 줄리아니와 존 휴베인이 그의 안보 자문으로 활동했다.
그는 라파엘 트루히요 독재 정권 이후 태어난 첫 대통령이자, 1982년 잠깐 대통령직을 맡은 자코보 마즐루타 이후 두 번째 레바논계 대통령이다.